# Crédit mobilier
Le Crédit mobilier est une banque française du XIXe siècle, fondée en 1852, sous Napoléon III pour prendre des participations dans les entreprises. La banque a joué un rôle important dans la forte croissance économique à crédit de la période 1850 à 1857, qui s'acheva par la panique financière de 1857, et fut à l'origine de nombreuses spéculations financières. Le Crédit mobilier disparut en octobre 1867. La suite du Crédit mobilier est alors prise par la Société du Crédit mobilier, puis par le Crédit mobilier français.

## Historique
En 1852, les frères Isaac et Émile Pereire lancent, malgré l'opposition de la haute banque, la Société générale de crédit mobilier, instituée par décret du 18 novembre 1852. Le conseil est composé de douze membres dont Benoît Fould, le marquis Raffaele de Ferrari, homme d'affaires, financier et philanthrope italien, Ernest André, le banquier Hippolyte Biesta, le financier autrichien Frédéric Grieninger, le duc de Mouchy, le baron Achille Seillière et Adolphe d'Eichthal.
Une première série de 40 000 actions est alors souscrite, le total fut ensuite porté à 120 000, soit 60 millions de francs pour un prix à l'action fixé à 500 francs, dont 11 300 environ par les frères Pereire. Les souscripteurs sont environ une centaine et certains d'entre eux ne demandent que 25 actions. James de Rothschild, sollicité, refuse de souscrire.
Avant même leur négociation sur le parquet de la Bourse, le 23 novembre 1852 à un cours proche de 1 000 francs, les promesses d'actions du Crédit mobilier s'étaient négociées à 995 francs, avec des oscillations continuelles de 25 francs à 175 francs par jour, et avaient même atteint le cours de 2 110 francs. Pendant toute l'année 1853, les actions du Crédit mobilier furent négociées avec 250 francs seulement versés par l'actionnaire. Les 250 francs complémentaires ne furent "appelés" que du 15 au 31 décembre, c'est-à-dire un an après la date de fondation de la banque, qui ne disposait en 1853, comme capital social, que de 30 millions.

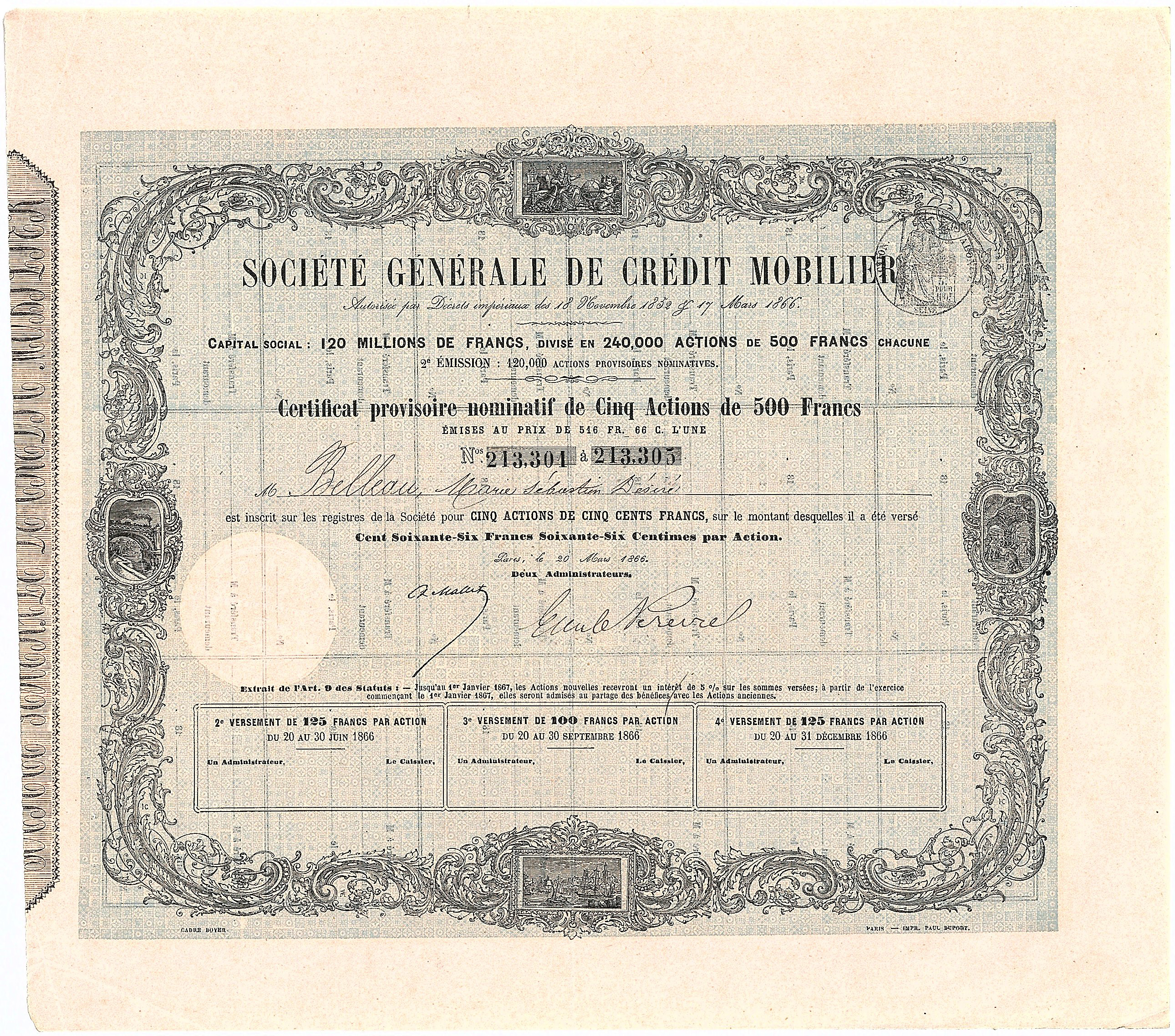
Certificat provisoire nominatif de 5 actions de 500 francs de la Société générale de crédit mobilier, émis le 20 mars 1866, signé par Émile Pereire. Le doublement du capital social du Crédit mobilier en 1866 par l'émission de 120.000 actions fut une dernière tentative désespérée pour se sauver de la situation critique, mais l'afflux des 60 millions de francs de nouveaux fonds n'arrêta la catastrophe que pour un court moment ; celui-ci eut lieu à l'automne 1867.

La presse périodique a participé à l'engouement du public pour cette banque. « Certains se laissèrent séduire par le prestige des premiers résultats de la société, les autres y crurent de bonne foi. Beaucoup durent garder un silence imposé, obéir à des interventions supérieures ou transiger avec les exigences de leur situation : le salaire de leur travail payait le pain de leur famille. Bien peu, dans tous les cas, restèrent libres, et purent écrire ce qu'ils pensaient. Ceux-là firent preuve de courage, mais leur voix fut étouffée par des procès par des intimidations de tout genre, comme le procès fait par le Crédit mobilier à M. Crampon, rédacteur en chef de la Finance ».
Comme le rappelait Aycard, la presse était alors « un composé de monopoles destinés à être accaparés ou absorbés par la haute finance" et on "vit bientôt une seule institution de crédit posséder jusqu'à trois journaux à la fois ». Les premiers succès du Crédit mobilier  l'ont incité à créer une filiale espagnole, le Crédit mobilier espagnol (es).
En septembre 1867, les frères Péreire se retiraient de l'affaire : le cours plongea à 140 francs en octobre et la faillite fut prononcée dans la foulée. 
Avant de s'effondrer en 1867, le Crédit mobilier eut une certaine influence sur la création du Crédit lyonnais (1863) et de la Société générale (1864). L'année 1852 avait vu aussi la création des sociétés de crédit foncier dont l’objet est de consentir des prêts immobiliers, garantis par une inscription hypothécaire de 1er rang. Elles peuvent émettre des obligations ou des lettres de gage. Naissance de la première société de crédit foncier, la Banque Foncière de Paris qui prend rapidement le nom de Crédit foncier de France, doté d’un statut analogue à celui de la Banque de France en 1854 et qui en 1858 octroie des prêts de drainage pour le compte de l’État.

### Le Crédit mobilier français

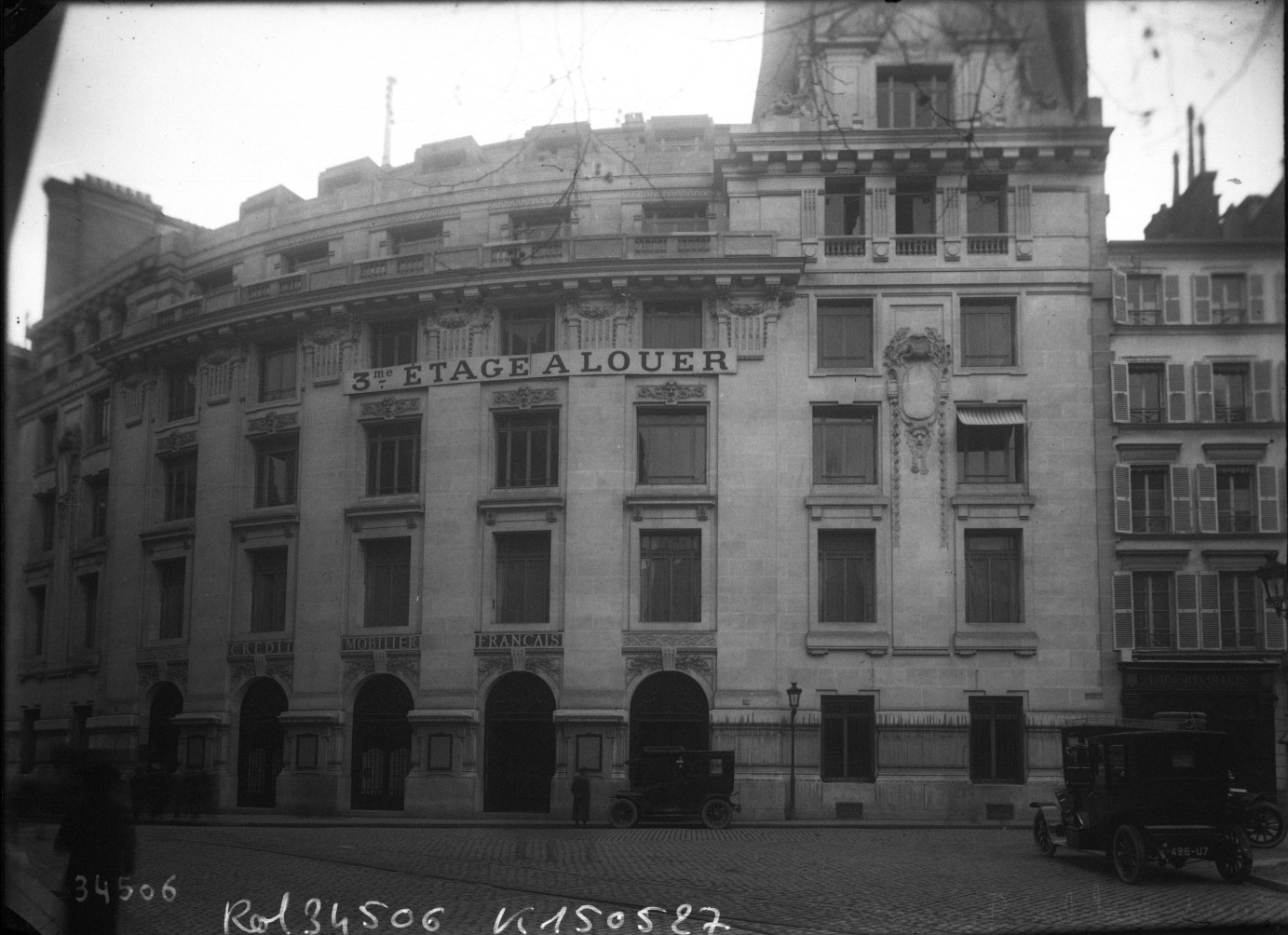
Crédit mobilier français, vue de la façade de la banque sur l'actuelle place Adrien-Oudin à Paris (1913).

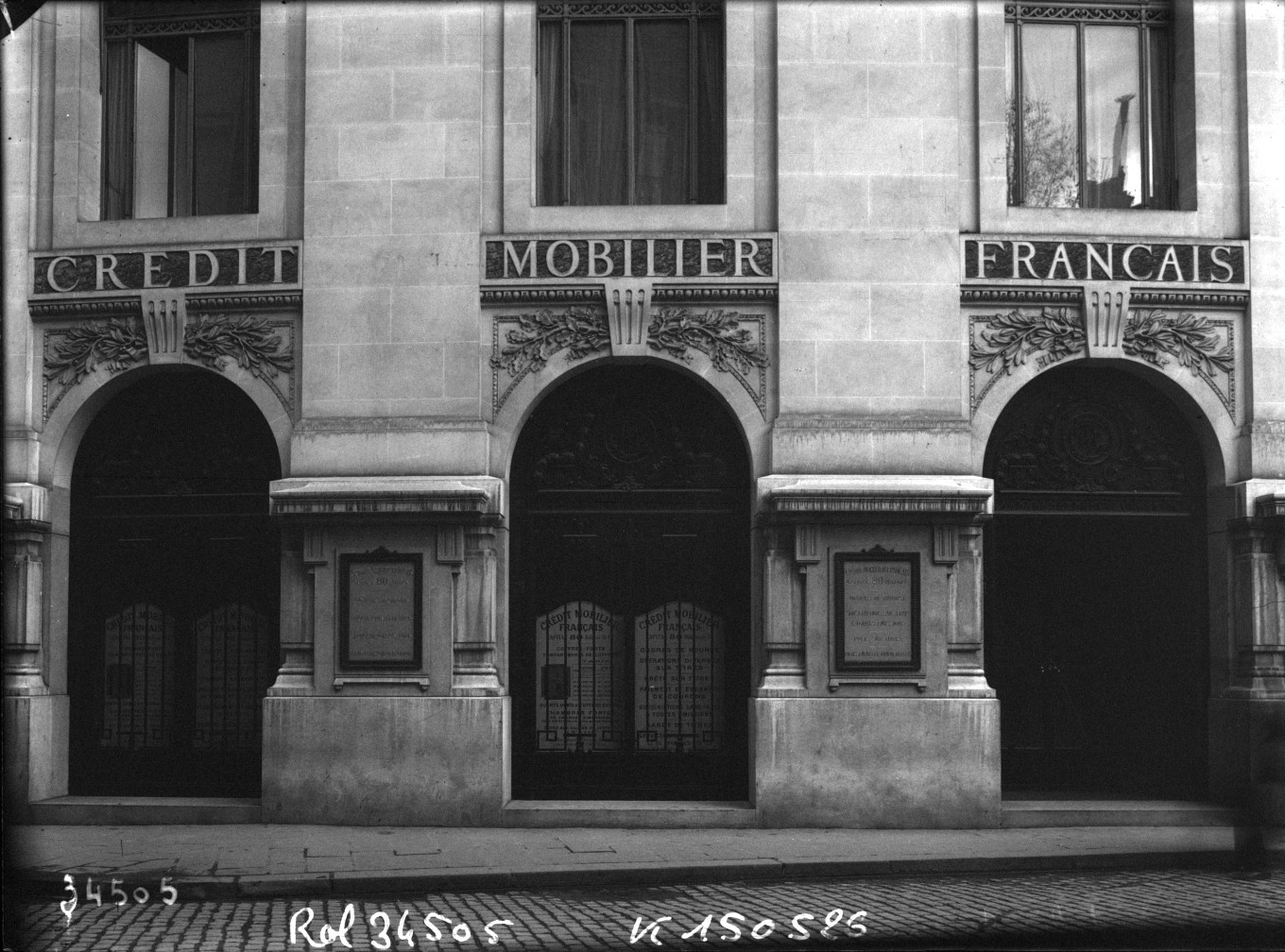
Crédit mobilier français, vue de l'entrée de la banque (1913).

La suite du Crédit mobilier est prise par la Société du Crédit mobilier, qui reste sous la famille Pereire. Elle est transformée en Crédit mobilier français le 12 avril 1902, fusionnant avec l'Office des rentiers. Le premier conseil d'administration est présidé par Jacques de Lapisse, ancien président de l'Office des rentiers. Olivier d'Ormesson et Édouard Goüin rejoindront le conseil d'administration. En 1913, le Crédit mobilier français absorbe la Compagnie française de banque et de mines, rejoignant ainsi le conseil Jacques de Gunzbourg, Raphaël-Georges Lévy (vice-président), Georges de Créqui-Montfort, Firmin Rainbeaux et Georges Rouliot.
Avec l'appui de groupes industriels, dont la Société de construction des Batignolles, elle tente, sans succès, de prendre le contrôle de la Société générale en 1916/1917.
En 1920, André Luquet, directeur du mouvement général des Fonds et gouverneur honoraire de la Banque de France, succède à Lapisse en tant que président. La présidence de Luquet est marquée par le développement des activités de la banque en Indochine. Étienne Chauvy est nommé administrateur délégué en 1923, Maurice Paléologue devenant quant à lui administrateur, rejoint par le comte de Bourbon Busset en 1926 et le comte Bernard de Ganay (gendre d'Édouard Goüin) en 1927. Pour stabiliser leur position face à des offensives extérieures, un syndicat des actions C.M.F. est formé autour des administrateurs et cadres dirigeants de la banque (composé en 1927 de : Lévy, Boucheron, Mareuse, Charpentier, Desmarais frères, marquis de Ganay, Bernard de Ganay, Créqui-Montfort, Lapisse, Jean de Charnières, Bourbon Busset, Luquet, Chauvy, Martin du Gard, Eonnet, Pelisset, Paléologue, Duhamel et Andrieux).
L'administrateur Jacques de Gunzbourg propose le projet de fusion avec la Banque transatlantique, également issue de l'empire Pereire. Sa proposition est rejetée par le conseil, entrainant sa démission en 1924.
Le Crédit mobilier français fusionne en 1932 avec la Banque de l'Union parisienne.

### Sources
- Maurice Aycard, Histoire du Crédit mobilier. 1852-1867, Librairie internationale, 1867 lire sur Gallica
- Jean Autin, Les Frères Pereire. Le bonheur d'entreprendre, Perrin, 1984
- P.Cousteix, « Les financiers sous le Second Empire », 1848. Revue des révolutions contemporaines, Tome 43, Numéro 186,,‎ juillet 1950, p. 105-135 (lire en ligne)
- Elisabeth Paulet, The Role of Banks in Monitoring Firms: Evidence from the Case of the Crédit Mobilier, Taylor & Francis, 1995
- Guy Fargette, Émile et Isaac Pereire. L'esprit d'entreprise au XIXe siècle, L'Harmattan, 2001
- Alfred Colling, La Prodigieuse Histoire de la Bourse, 1949.

Autres